# Baffour Gyan
Baffour Gyan (* 2. Juli 1980 in Accra) ist ein ghanaischer Fußballspieler. Sein Bruder Asamoah Gyan ist ebenfalls Profifußballer.

## Karriere

### Verein
Gyan pendelte mehrfach zwischen dem ghanaischen Klub Liberty Professionals und den griechischen Teams AO Kalamata und Anagennisi Karditsas hin und her. 2000 kam er zum tschechischen Klub Slovan Liberec und verblieb dort bis 2004. Anschließend wechselte er nach Russland und spielte dort für Dynamo Moskau und von 2006 bis 2009 für Saturn Ramenskoje. Von 2009 bis 2011 war er für Asante Kotoko aktiv. Seit 2011 spielt er für den libyschen Verein Al-Nasr SCSC.

### Nationalmannschaft
Gyan spielte seit 2000 regelmäßig im ghanaischen Nationalteam. 2002 und 2008 stand er im ghanaischen Aufgebot für die Afrikameisterschaft. 2004 kam er beim olympischen Fußballturnier in Griechenland bis zum Vorrundenaus Ghanas in allen drei Partien zum Einsatz. Bereits 1999 nahm er mit der U20-Nationalmannschaft an der Junioren-Fußballweltmeisterschaft 1999 teil. Für die Fußball-Weltmeisterschaft 2006 fand er keine Berücksichtigung.